# Woensdrecht
Woensdrecht (em neerlandês:  Woensdrechtⓘ) é um município da província de Brabante do Norte, nos Países Baixos.
Conta atualmente com uma população de cerca de 21.500 habitantes.

## Centros populacionais
- Hoogerheide (população: 8,268)
- Ossendrecht (5,300)
- Putte (3,860)
- Huijbergen (2,180)
- Woensdrecht (1,470)